# Richard Parra (entrenador colombiano)
Ricardo León Parra Herrera más conocido como "Richard Parra" (Medellín, Colombia; 17 de noviembre de 1967) es un exfutbolista y entrenador colombiano. Actualmente no dirige a ningún club.

## Trayectoria

### Jugador
Se formó en las Divisiones menores de Atlético Nacional y posteriormente jugaría sin mayor trascendencia por Millonarios y el Deportes Quindío.

### En la dirección técnica
Tras su efímero paso como futbolista se dedicó a ser entrenador en etapas formativas en el Envigado FC de Colombia y en el Árabe Unido de Panamá. Habiendo dirigido a jugadores como James Rodríguez, Jairo Palomino, Jorge Aguirre, Dorlan Pabón, Gustavo Bolívar, Blas Pérez, Román Torres, Nelson Barahona entre otros.
A nivel profesional ha dirigido con mucho éxito al Árabe Unido de Panamá, club con el cual se ha consagrado campeón de primera división en 6 oportunidades.  Tras dirigir en años anteriores al Sporting San Miguelito, Plaza Amador y Río Abajo regresa a Panamá dirigiendo al Colón C-3
Posteriormente vuelve a Panamá a dirigir al Chorrillo FC luego de ser el veedor del Once Caldas. Con este club se vuelve a consagrar campeón de la primera división panameña por séptima oportunidad.
Recientemente en su natal Colombia ha dirigido al Real Cartagena y al Bogotá FC. Durante el 2020 su buen trabajo lo llevó a tener conversaciones con la Selección de fútbol de Panamá y su similar de Nicaragua Aunque sin que se llegase a concretar nada.
Para enero de 2021 firma con el Unión Comercio de Perú. Tras caer en la semifinal de la Copa Bicentenario con el Sporting Cristal se marcharía del club por mutuo acuerdo.

## Clubes

### Como jugador
| Club             | País     | Año  |
| ---------------- | -------- | ---- |
| Deportes Quindío | Colombia | 1987 |
| Millonarios      | Colombia | 1988 |

### Otros cargos
| Club           | País     | Año         | Rol                            |
| -------------- | -------- | ----------- | ------------------------------ |
| CD Árabe Unido | Panamá   | ¿?-1999     | Coordinador divisiones menores |
| Envigado FC    | Colombia | 2005 - 2007 | Coordinador divisiones menores |
| Once Caldas    | Colombia | 2016        | Veedor                         |

### Como entrenador
| Club                    | País        | Año         |
| ----------------------- | ----------- | ----------- |
| CD Árabe Unido          | Panamá      | 2000 - 2003 |
| Alianza FC              | El Salvador | 2005        |
| CD Árabe Unido          | Panamá      | 2008 - 2010 |
| Sporting San Miguelito  | Panamá      | 2011        |
| Colón C-3 FC            | Panamá      | 2012        |
| CD Plaza Amador         | Panamá      | 2013        |
| Río Abajo FC            | Panamá      | 2013 - 2014 |
| Chorrillo FC            | Panamá      | 2017 - 2018 |
| Real Cartagena          | Colombia    | 2018 - 2019 |
| Deportivo Universitario | Panamá      | 2019        |
| Bogotá FC               | Colombia    | 2020        |
| Unión Comercio          | Perú        | 2021        |
| CD Iztapa               | Guatemala   | 2022        |

## Palmarés

### Campeonatos nacionales
| Título          | Club         | País   | Año  |
| --------------- | ------------ | ------ | ---- |
| Torneo Apertura | Árabe Unido  | Panamá | 2001 |
| Torneo Clausura | Árabe Unido  | Panamá | 2001 |
| Torneo Apertura | Árabe Unido  | Panamá | 2002 |
| Torneo Clausura | Árabe Unido  | Panamá | 2008 |
| Torneo Apertura | Árabe Unido  | Panamá | 2009 |
| Torneo Clausura | Árabe Unido  | Panamá | 2010 |
| Torneo Apertura | Chorrillo FC | Panamá | 2017 |